# أزمة نسب (مسلسل)
أزمة نسب مسلسل درامي، مصري من إنتاج سنة 2016. المسلسل من إخراج سعيد حامد، وتأليف محمد صلاح العزب، ومن بطولة زينة، ومحمود عبد المغني، وريم البارودي، وبوسي،

## القصة
نعمة (زينة) تعيش بمنطقة شعبية، وتتزوج من شريف (ياسر فرج) ابن أحد الأثرياء أملًا في الانتقال من حياة البؤس والفقر إلى حياة أخرى مرفهة، إلا أن والده يدفعه للتخلى عنها بعد حملها منه وإذا بحادث أليم يقع لزوجها ويتوفى وتبدأ في محاولة إثبات حقها في الميراث وخاصة بعد حملها.

## الممثلون
- زينة
- محمود عبد المغني
- ريم البارودي
- بوسي
- سلوى خطاب
- سامح الصريطي
- دينا
- حجاج عبد العظيم
- وليد فواز
- راندا البحيري
- أحمد صيام
- ياسر فرج
- محمد عامر
- نسرين أمين
- رنا سماحة
- تامر يسري
- دعاء طعيمة
- وائل عبد العزيز
- كلوديا حنا
- محمد أنور
- رامي وحيد
- محمد عبد الحليم
- عيد أبو الحمد
- محمود سمير
- ياسين محمد
- محمد فاروق
- نادية عباس
- كاميليا إبراهيم
- محمود معجزة
- بوسي علي
- حسام رسلان
- نبيل البرديسي
- منة محمد
- محمود إسماعيل
- مهاب محمود
- فوزي محمد
- محمد رضا
- أميرة حامد
- خالد خليل
- خلود سرحان
- ايمان الشريف
- ممدوح سالم
- عصام متولى
- أحمد النمرسي
- هايدي سليم
- علاء عبد السلام
- ماجد عبد العظيم
- مصطفى محمود شميس
- إسماعيل فرغلي
- مي حسن
- عبد السلام الدهشان
- عمرو شميس (عمرو أحمد)
- محمد عبد الجواد
- علي كمالو
- نوال سمير